# Göyçay (rzeka)
Göyçay – rzeka w Azerbejdżanie. Bierze początek po południowej stronie Wielkiego Kaukazu. Uchodzi lewobrzeżnie do Kury.
Ma 113 km długości. Zlewnia zajmuje powierzchnię 1770 km².
Nad rzeką położone jest miasto Göyçay.